# Ayoze García Pérez
Ayoze García Pérez est un footballeur espagnol, né le 22 novembre 1985 à Puerto de la Cruz en Espagne. Il joue au poste de milieu offensif avant de mettre un terme à sa carrière en 2022 et de devenir entraîneur adjoint à l'Eleven d'Indy en USL Championship.

## Biographie
Sans club en Espagne, Ayoze est embauché par les Cosmos de New York pour leur retours à la compétition en 2013.
Le 9 novembre 2022, l'Eleven d'Indy annonce la nomination d'Ayoze comme entraîneur adjoint à son équipe première alors que l'Espagnol a joué 126 rencontres en cinq saisons avec le club d'Indianapolis.